# Порхет
Порхет је чврста и издржљива тканина, израђена најчешће од лана и памука, с лица глатка а с наличја рашчупављена и мекана. Тканина је још позната и као фустијан, што је њен назив на већини европских језика.
У 13. и 14. веку од ове тканине су се правили свештенички огртачи и женске хаљине. Данас се понекад и даље користи за хаљине, али се најчешће употребљава за израду мушке радничке одеће, мада има и других намена.

## Етимологија
У српском језику уобичајен назив за ову је тканину порхет. Потиче од арапске речи барракан, што је назив за тканину направљену од камиље длаке (камeлхар). У српски језик ушла је преко немачког назива barchent.
Назив фустијан је био познат још у време Старог Рима као fustaneum или fustanum, а касније у средњем веку као pannus fustāneus (фустијско платно) или ela fustānea (фустијска мрежа). Настанак овог назива још увек је споран. Према једном мишљењу, платно је вероватно добило име по Египатском граду Фустату у близини Каира, у коме се производио такав материјал. Према другим изворима, израз фустијан потиче од латинске речи fustaneus или fustis (штап, дрво) или од арапске гармент (одећа).
Првобитно се користио само да означи одређену тканину, направљену од лана и памука, али је касније у енглеском језику израз постао мање прецизан и примењиван је на било које грубо платно од вуне и лана, а у време владавине енглеског краља Едварда III (прва половина 14. века) овај назив се употребљава за вунене тканине уопште. До почетка 20. века фустијан је обично израђиван од различитим бојама бојеног памука, док данас овај назив обухвата различите тешке памучне тканине, углавном намењене за мушку одећу. Понекад означава и обичан кепер, али и разне друге тканине сличне израде, попут плиша или сомота.
У енглеском језику израз фустијан је свој главни смисао добио тек у 16. веку, а користи се да би означио "претенциозно писање или говор".

## Историја
Фустијан, односно порхет је вероватно настао у египатском граду Фустату око 200. године, а у Европу су га донели турски трговци. Убрзо се проширио на Шпанију и Италију, где је почео и да се производи. Предпоставља се да се први фустијан производио у Италији већ у 12. веку. Са порастом трговине памуком у Ђенови и Венецији памук је дистрибуиран у Ломбардију, где је била развијена текстилна индустрија и где су се у то време производиле чувене тканине од памука и мешавине памука са ланом, конопљом и вуном, под заједничким именом фустањи (итал. fustagni). До краја века такве су се тканине на бази памука 
увелико извозиле из северне Италије. Већ у 13. веку постојали су еснафи фусијанских ткаља, док је у Енглеској постао популаран тек у 17. веку. До тада се ово платно, као и памук од кога се правило, најчешће увозило и самим тим било скупо. На даље ова индустрија бележи раст, са центрима у Милану и Кремони, да би до краја 14. века наступио њен постепени пад.
У то време немачки градови са друге стране Алпа, Улм и Аугсбург, почели су да производе сличне тканине са основом од домаћег лана и потком од високо квалитетног увозног памука. Ове тканине су у Немачкој биле познате под именом barchent (срп. порхет). Током 15. и 16. века порхет, односно фустијан продире и на остала европска тржишта. До краја 19. века највећи произвођачи порхета биле су Немачка и Фландрија.
На енглеском тржишту се ова тканина, као увозни производ, појавила вероватно већ до краја 15. века, али је назив фустијан постао генерални назив за све сличне издржљиве тканине, а не само за одређену, односно порхет. Домаћа производња фустијана у Енглеској је вероватно започела вуном или мешавином вуне и других материјала. Око 1600. године у Ланкаширу је започета производља фустијана са ланеном основом и потком од памука. Године 1621, петицијом парламента, садржај влакана у фустијану је јасно назначен, а од 1700. помињање фустијана у литератури односи се само на тканину направљену од ланене основе и памучне потке. Растућа потражња за овом тканином повећала је производњу. Како је за дораду истканог материјала, односно резање фустијана, била потребна посебна вештина, а процес је био прилично дуг и заморан и обављао се ручно, резањем фустијана често су се бавиле целе породице, посебно у селима. Готове тканине довозиле су се из градова запрегама до њихових имања. Резачи фустијана неретко су помоћне објекте на имању (штале, амбаре...) преуређивали у радионице за резање, или су градили посебне објекте. Порастом производње радионице у кућној радиности постепено су прерасле су у мануфактуре са десетинама запослених радника резача. Производња фустијана у Енглеској достигла је врхунац у другој половини 19. века, када се већи део процеса обављао машински, а тканина, као издржљива и јефтина постала веома популарна међу радничком класом.

### Социјални значај
Током 19. века Фустијан, односно порхет био је посебно популаран међу радницима. Сходно томе, радикални елементи британске радничке класе одлучили су да носе јакне од фустијана као симбол своје друштвене класе. Ово је било посебно изражено у доба чартиста. Историчар Пол Пикеринг (Paul Pickering) назвао је ношење фустијана "немим изјашњавањем о класној припадности".
Колики је значај фустијан (порхет) имао током историје, посебно у Британији, доказује и једну тону тешка скулптура „Нож за фустијан” (Fustian Knife) која је 2008. године подигнута у граду Хебден Бриџу (енгл. Hebden Bridge), некада чувеном у свету управо по производњи управо ове тканине. Скулптура је урађена тако да, осим сећања на овај период историје, служи и као сунчани сат.

## Израда
Порхет се тка са три нити - једне за основу и две за потку. Од ланених нити тка се обично ланено платно, коме се током ткања додаје још једна памучна нит потке. Ова памучна нит је лабава, тако да на наличју тканине остају равномерно уздигнуте петље. На тај начин настаје глатко и чврсто ланено лице тканине и мекано памучно наличје. Након ткања, у доради, лабаве памучне нити пресецају се по средини, а сечене нити се издижу, стварајући рашчупану површину налик крзну. На сличан начин производи се и сомот, али је код њега наличје чврсто и глатко, а лице мекано и крзнасто.

### Резање фустијана
Резање фустијана био је посебно захтеван процес. Изаткане ролне тканине, широке 18-24 инча (45-60 цм) слале су се специјализованим резачима, који су петље резали ручно, посебним ножевима за фустијан. У добро осветљеној просторији тканина се чврсто затезала преко столова дугих и до 150 метара и развлачила се ваљцима на оба краја. Нож за фустијан је био облика металне шипке дуге око 45 цм, са дрвеном дршком. При врху је био избрушен до веома оштре ивице, а сам врх шпицаст. Петље су се секле тако што би резач убацио танки нож у „тунел” од једног низа петљи и пресецао цео ред једним потезом. Да би то обавио морао је да хода дуж стола, не извлачећи нож из ткања, а затим би се враћао назад, пресецајући други ред. За ово је била потребна велика вештина и прецизност. Пресечене потке стварале су мекану крзнасту површину, која се затим четкала како би се нити подигле.
Најквалитетнијем фустијан могао је имати и до 16 редова петљи по 1 цм, што је значило да је радник, да би пресекао све нити, морао дневно да препешачи и до 30 км. За сечење платна дужине 2 м и ширине 60 цм било је потребно око сат времена.  Свака грешка током сечења умањивала је вредност тканине. Такође једно платно нису могла резати два радника, јер различити људи режу на различите начине, не држе нож под истим углом, што би резултирало неуједначеном површином. Такође се морало водити рачуна да се нож не сломи. Мушкарци су имали благу предност у овом послу у односу на жене. Најискуснији резачи су могли држати два ножа одједном, удвостручујући тако своју производњу и приход. Овим послом често су се бавиле целе породице.

## Употреба
Порхет се данас производи од необојеног, обојеног или избељеног предива. Користи се за израду одеће, стоног и постељног рубља или као материјал за облагање намештаја. Одликује га, између осталог, површина на наличју слична вуни, што га чини добрим проводником топлоте, па се често користи зими. Тканина је лака за ношење, а при томе прилично чврста и отпорна, што је чини лаком за одржавање.